# Eredivisie (vrouwenhandbal) 2007/08
De AfAB Eredivisie is de hoogste afdeling van het Nederlandse handbal bij de vrouwen op landelijk niveau. In het seizoen 2007/2008 werd VOC landskampioen. FIQAS/Aalsmeer degradeerde naar de Eerste divisie.

## Teams
| Club                   | Plaats     | Provincie     | Trainers                                                 | Hal              |
| ---------------------- | ---------- | ------------- | -------------------------------------------------------- | ---------------- |
| FIQAS/Aalsmeer         | Aalsmeer   | Noord-Holland |                                                          | De Bloemhof      |
| OpenLine/BFC           | Beek       | Limburg       | Frank Jacobs Chantalle Ermans ontslagen in februari 2008 | De Haamen        |
| Grando Keuken/Dalfsen  | Dalfsen    | Overijssel    |                                                          | De Trefkoele     |
| Huyser/E&O             | Emmen      | Drenthe       | Joop Fiege                                               | Angelslo         |
| GOconnectIT/Fortissimo | Cothen     | Utrecht       | Ronald van de Kamp                                       | De Rijnsloot     |
| GIBO groep/Kwiek       | Raalte     | Overijssel    |                                                          | Tijenraan        |
| Venus/Nieuwegein       | Nieuwegein | Utrecht       |                                                          | Galecop          |
| Van der Voort Quintus  | Kwintsheul | Zuid-Holland  | René Romeijn                                             | Van der Voorthal |
| Zeeman Vastgoed/SEW    | Nibbixwoud | Noord-Holland | Edwin Ammeriaan                                          | 't Span          |
| VOC                    | Amsterdam  | Noord-Holland | Rolf Schulte                                             | Elzenhagen       |
| LACO/V&L               | Geleen     | Limburg       | Mirjam Collart                                           | Glanerbrook      |
| Wings                  | Den Haag   | Zuid-Holland  |                                                          | Loosduinen       |

## Reguliere competitie
| Pos | Club                   | Wed | W  | G | V  | Ptn | DV  | DT  | +/−  | Opmerking                           |
| --- | ---------------------- | --- | -- | - | -- | --- | --- | --- | ---- | ----------------------------------- |
| 1   | VOC                    | 22  | 21 | 0 | 1  | 42  | 645 | 474 | +171 | Gekwalificeerd voor kampioenspoule  |
| 2   | Van der Voort Quintus  | 22  | 19 | 1 | 2  | 39  | 607 | 465 | +142 | Gekwalificeerd voor kampioenspoule  |
| 3   | LACO/V&L               | 22  | 14 | 1 | 7  | 29  | 548 | 472 | +76  | Gekwalificeerd voor kampioenspoule  |
| 4   | GOconnectIT/Fortissimo | 22  | 14 | 1 | 7  | 29  | 492 | 477 | +15  | Gekwalificeerd voor kampioenspoule  |
| 5   | Huyser/E&O             | 22  | 12 | 2 | 8  | 26  | 540 | 511 | +29  | Gekwalificeerd voor kampioenspoule  |
| 6   | Zeeman Vastgoed/SEW    | 22  | 12 | 1 | 9  | 25  | 582 | 511 | +71  | Gekwalificeerd voor kampioenspoule  |
| 7   | GIBO groep/Kwiek       | 22  | 9  | 1 | 12 | 19  | 514 | 559 | −45  | Gekwalificeerd voor kampioenspoule  |
| 8   | Venus/Nieuwegein       | 22  | 8  | 0 | 14 | 16  | 509 | 575 | −66  | Gekwalificeerd voor kampioenspoule  |
| 9   | Grando Keuken/Dalfsen  | 22  | 5  | 3 | 14 | 13  | 445 | 543 | −98  | Gekwalificeerd voor degradatiepoule |
| 10  | Wings                  | 22  | 5  | 2 | 15 | 12  | 501 | 575 | −74  | Gekwalificeerd voor degradatiepoule |
| 11  | OpenLine/BFC           | 22  | 4  | 2 | 16 | 10  | 463 | 542 | −79  | Gekwalificeerd voor degradatiepoule |
| 12  | FIQAS/Aalsmeer         | 22  | 2  | 0 | 20 | 4   | 452 | 594 | −142 | Gekwalificeerd voor degradatiepoule |

## Nacompetitie

### Degradatiepoule
| Pos | Club                  | Wed | Ptn | Opmerking                      |
| --- | --------------------- | --- | --- | ------------------------------ |
| 1   | Grando Keuken/Dalfsen | 6   | 13  |                                |
| 2   | Wings                 | 6   | 10  |                                |
| 3   | OpenLine/BFC          | 6   | 6   |                                |
| 4   | FIQAS/Aalsmeer        | 6   | 5   | Degradatie naar eerste divisie |

### Kampioenspoule

#### 1e ronde

##### Kampioensgroep A
| Pos | Club                   | Wed | Ptn | Opmerking                        |
| --- | ---------------------- | --- | --- | -------------------------------- |
| 1   | VOC                    | 6   | 12  | Geplaatst voor 2e ronde Play-Off |
| 2   | Huyser/E&O             | 6   | 9   | Geplaatst voor 2e ronde Play-Off |
| 3   | Venus/Nieuwegein       | 6   | 7   |                                  |
| 4   | GOconnectIT/Fortissimo | 6   | 6   |                                  |

##### Kampioensgroep B
| Pos | Club                  | Wed | Ptn | Opmerking                        |
| --- | --------------------- | --- | --- | -------------------------------- |
| 1   | Van der Voort Quintus | 6   | 12  | Geplaatst voor 2e ronde Play-Off |
| 2   | Zeeman Vastgoed/SEW   | 6   | 12  | Geplaatst voor 2e ronde Play-Off |
| 3   | LACO/V&L              | 6   | 7   |                                  |
| 4   | GIBO groep/Kwiek      | 6   | 3   |                                  |

#### 2e ronde
|  | Huyser/E&O | 25 − 26 | Van der Voort Quintus |

|  | Van der Voort Quintus | 24 − 22 | Huyser/E&O |

|  | VOC | 30 − 32 | Zeeman Vastgoed/SEW |

|  | Zeeman Vastgoed/SEW | 22 − 26 | VOC |

#### Best of Three
|  | VOC | 25 − 22 | Van der Voort Quintus | Elzenhagen, Amsterdam |
|  |     |         |                       | Elzenhagen, Amsterdam |
|  |     |         |                       | Elzenhagen, Amsterdam |

|  | Van der Voort Quintus | 22 − 25 | VOC | Van der Voorthal, Kwintsheul |
|  |                       |         |     | Van der Voorthal, Kwintsheul |
|  |                       |         |     | Van der Voorthal, Kwintsheul |

|  | VOC | v | Van der Voort Quintus | Elzenhagen, Amsterdam |
|  |     |   |                       | Elzenhagen, Amsterdam |
|  |     |   |                       | Elzenhagen, Amsterdam |